# Lisbeth Salander
Lisbeth Salander jest fikcyjną postacią,  główną bohaterką cyklu powieści  Millennium stworzonej przez Stiega Larssona.
Po raz pierwszy pojawia się w 2005 roku w powieści Mężczyźni, którzy nienawidzą kobiet (szw. Män som hatar kvinnor). Występuje w pozostałych dziełach Larssona: Dziewczyna, która igrała z ogniem (2006), Zamek z piasku, który runął (2007) oraz kontynuacji Davida Lagercrantza Co nas nie zabije (2015), Mężczyzna, który gonił swój cień (2017) oraz Ta, która musi umrzeć (2019).

## Profil postaci
Lisbeth Salander w początkowych rozdziałach pierwszej części ma 24 lata,  mierzy około 150 cm oraz waży 40 kg. Ma niedorozwinięte piersi, na początku drugiej części  trylogii wszczepia implanty. Autor opisał ją jako:

blada, anorektycznie chuda i ostrzyżona na jeżyka dziewczyna z kolczykami w nosie i brwiach. Na szyi miała wytatuowaną dwucentymetrową osę, a wokół lewego bicepsa i kostki - prosty szlaczek. (...) jedną z łopatek zdobił większy tatuaż przedstawiający smoka. Farbowała swoje naturalnie rude włosy na kruczoczarno.

Mimo mikrej postury trenowała boks i sztuki walki. Jest hakerem komputerowym, pod pseudonimem Wasp działa w międzynarodowej społeczności hakerskiej Republika Hakerów (wzorowanej na  rzeczywistej grupie Anonymous). Swoje umiejętności komputerowe wykorzystuje do zarabiania na życie, wykonując pracę śledczą dla agencji ochrony Milton Security. Ma pamięć ejdetyczną.   
Salander jest w skomplikowanym powiązaniu z drugim głównym bohaterem Millenium, dziennikarzem śledczym Mikaelem Blomkvistem, oscylującym między relacją seksualną a niechętną obojętnością. Pozostaje także w nieregularnym związku erotycznym z lesbijką Miriam Wu oraz w kilku przelotnych relacjach z mężczyznami. W wyniku wydarzeń z dzieciństwa została ubezwłasnowolniona i posiada kuratora. 
Lisbeth jest córką Agnety Sofii Salander (pierwotne nazwisko Sjölander - umiera w pierwszym tomie trylogii) oraz jej partnera Aleksandra Zalechenki - uciekiniera ze Związku Radzieckiego (ginie w 3 tomie serii). Ma siostrę bliźniaczkę (Camillę - napomkniętą w 2 tomie oryginalnej serii, występującą w kontynuacji Lagerscranza) oraz przyrodniego brata Ronalda Niedermanna (ginie w 3 tomie serii).  

### Osobowość
Salander przeżyła traumatyczne dzieciństwo, jest wysoce introwertyczna i aspołeczna oraz ma trudności w nawiązywaniu kontaktów z ludźmi i nawiązywaniu przyjaźni. Jest szczególnie wrogo nastawiona do mężczyzn, znęcających się nad kobietami (jako nastolatka była świadkiem pobicia swojej matki przez ojca, w odwecie okaleczyła go podpalając łatwopalną substancją) a demaskowanie ich i karanie sprawia jej szczególną przyjemność.  Jej były kurator Palmgren spekuluje, że Salander może mieć zespół Aspergera. Larsson stwierdził, iż może ona być postrzegana jako ktoś w rodzaju niezwykłego socjopaty ze względu na jej traumatyczne doświadczenia życiowe i niezdolność do dostosowania się do norm społecznych. W artykule Is Lisbeth Salander a Psychopath?  autorka Melissa Burkley konstatuje

Chociaż Salander jest antagonistyczna i gwałtowna, nie brakuje jej sumienia - co jest charakterystyczną cechą psychopaty. Chociaż nie zawsze może przestrzegać zasad społeczeństwa, ma swój własny zestaw zasad moralnych, które są zgodne z kodeksem dobra i zła.

Pod koniec trzeciej książki oryginalnej serii Salander zostaje uznana sądownie za w pełni poczytalną.

## Inspiracja
Larsson twierdził, że skonstruował postać Lisbeth Salander na wyobrażeniu sobie dorosłej Pippi Pończoszanki. Salander ma wizytówkę „V. Kulla” (Villa Villekulla, nazwa domu Pippi) umieszczoną na drzwiach mieszkania. Dodatkowym źródłem inspiracji miała być siostrzenica Larssona, Therese  buntownicza nastolatka, nosząca czarne ubrania i makijaż, kilka razy mówiła Larssonowi, że chce zrobić sobie tatuaż ze smokiem. Podczas pisania powieści autor często wysyłał e-maile do niej, pytając ją o poglądy i reakcje w określonych sytuacjach.  Opisywała mu swoją walkę z anoreksją i ćwiczenia kickboxingu i jujitsu.
Postać była też częściowo inspirowana Modesty Blaise, bohaterką komiksów z lat sześćdziesiątych - która walcząc sprytem z przestępcami, wiąże się ze starszym od siebie erudytą i zdobywa olbrzymi majątek.
Po śmierci autora wielu przyjaciół sugerowało, że postać była zainspirowana też incydentem, którego Larsson (wówczas nastolatek) był świadkiem - trzech jego znajomych podobno zgwałciło zbiorowo znajomą o imieniu Lisbeth, i on nie zrobił nic, aby temu zapobiec.  Incydent miał go prześladować przez wiele lat i częściowo skłonił do stworzenia postaci o jej imieniu. Prawdziwość tej historii została zakwestionowana gdy współpracownik autora z magazynu Expo w wywiadzie udzielonym Rolling Stone, stwierdził, że Larsson usłyszał historię z drugiej ręki.

## Postać w książkach

### SeriaMillenniumLarssona

#### Mężczyźni, którzy nienawidzą kobiet
W pierwszej części powieści Mężczyźni, którzy nienawidzą kobiet (z 2005) Lisbeth Salander pojawia się jako utalentowana, skryta hakerka komputerowa pracująca dorywczo dla firmy ochroniarskiej Milton Security. Jej szef na polecenie bogatego biznesmena Henrika Vangera zleca prześwietlenie skompromitowanego nieudanym śledztwem  dziennikarskim Mikaela Blomkvista, redaktora miesięcznika Millenium. Blomkvist odkrywa, że Salander zhakowała jego komputer. Doceniając jej umiejętności zatrudnia ją, aby pomogła mu w zleconym przez Vangera śledztwie mającym na celu odnalezienie zaginionej czterdzieści lat wcześniej bratanicy Vangera - Harriet.  Para odkrywa serię morderstw związanych ze zniknięciem Harriet, których historia sięga dziesiątek lat wstecz. Podczas śledztwa Salander i Blomkvist zostają kochankami.
Salander jako dziecko została uznana za niepoczytalną i jest pod opieką kuratora Holgara Palmgrena, jednej z nielicznych osób którym ufa. Kiedy Palmgren doznaje udaru, sąd wyznacza jej nowego kuratora, Nilsa Bjurmana który okazuje się degeneratem i sadystą, zmuszającym Salander do seksu oralnego w zamian za dostęp do jej konta. Podczas drugiego spotkania Bjurman więzi i wielokrotnie gwałci (również analnie) Lisbeth nieświadomy faktu, że akt został zarejestrowany ukrytą kamerą. Kilka dni później Lisbeth doprowadza do trzeciego spotkania, używając tasera obezwładnia Bjurmana. Po skrępowaniu go i  ocuceniu odtwarza film będący dowodem gwałtu, tatuuje mu na podbrzuszu napis ujawniający bycie gwałcicielem, zakazuje ujawniania komukolwiek prawdy i odzyskuje dostęp do własnych pieniędzy. 
Salander i Blomkvist odkrywają tajemnicę seryjnych morderstw (w kulminacyjnym momencie Salander ratuje Blomkvistovi życie). Ustalają, że Harriet Vanger żyje i ukrywa się w Australii.  Lisbeth uzyskuje informacje dotyczące skorumpowanego magnata medialnego Hansa-Erika Wennerströma (który skompromitował Blomkvista). Dzięki informacjom odnalezionym przez Salander, Blomkvist publikuje informacje, która doprowadzają do upadku Wennerströma. Lisbeth udaje się dostać do kont miliardera, pieniądze przelewa na swoje konta.  Wennerström powiązany kryminalnie po zadenuncjowaniu przez Lisbeth zostaje zamordowany przez wspólników.
Salander uświadamia sobie, że zakochała się w Blomkviście. Jadąc mu to wyznać, spotyka go z jego wieloletnią przyjaciółką i kochanką, naczelną Millennium, Eriką Berger. Ze złamanym sercem Salander zrywa kontakt z Mikaelem.

#### Dziewczyna, która igrała z ogniem
Korzystając z miliardów ukradzionych Wennerströmowi Lisbeth spędza rok w tropikach, po powrocie do Sztokholmu kupuje luksusowe mieszkanie. Wkrótce zostaje zamieszana w zabójstwo trzech osób: Bjurmana oraz pary redaktorów pracujących dla Millenium.  Musi zacząć się ukrywać.  Jej biologiczny ojciec, były sowiecki szpieg Aleksander Zalachenko, jest bezprawnie ochraniany przez utajnioną, nielegalną Sekcję w Säpo (szwedzkiej służbie bezpieczeństwa). Lisbeth nienawidzi go, ponieważ doprowadził swą brutalnością do trwałego uszkodzenia mózgu jej matki, a ją - do dziecięcego szpitala psychiatrycznego. Członkowie Sekcji chcą doprowadzić do odnalezienia Lisbeth i wsadzenia jej ponownie do szpitala psychiatrycznego aby zataić istnienie  Zalachenki i jego późniejsze przestępstwa na terenie Szwecji. Przyrodni brat Salander, Ronald Niedermann okazuje się wykonawcą zleconych trzech wyroków.
Salander zdalnie pomaga Blomkvistowi wyjaśnić zagadkę śmierci pary redaktorów zostawiając mu informacje w zhakowanym komputerze.  Sama, ustalając ojca jako sprawcę swoich nieszczęść, udaje się na farmę w okolice Göteborga aby go zabić.  Złapana w zasadzkę przez ojca i przyrodniego brata zostaje postrzelona (również w głowę) i pogrzebana żywcem. Udaje  się jej wydobyć spod ziemi i okaleczyć Zalachenkę zanim straci przytomność. Blomkvist odnajduje ją i wzywa pomoc.

#### Zamek z piasku, który runął
W trzeciej części cyklu ciężko ranna Salander trafia do szpitala, tego samego co jej ojciec, gdzie po operacji pozostaje pod dozorem policji.  Członek Sekcji, zacierając ślady, zabija Zalaszenkę, ale nie udaje mu się zastrzelić Lisbeth, po czym popełnia samobójstwo. Ze względu na głęboko zakorzenioną nieufność Salander początkowo odmawia współpracy z swoim obrońcą, którą zostaje siostra Mikaela - Annika. Przy pomocy Mikaela potajemnie spisuje swoje zeznania, mające doprowadzić do zdemaskowania tajnej Sekcji w Säpo, a także przekazuje Annice nagranie brutalnego gwałtu, jakiego dopuścił się na niej Bjurman. Po długiej rekonwalescencji ze szpitala trafia do aresztu.
Podczas procesu prokurator wykorzystuje zeznania psychiatry Teleboriana, zaangażowanego w wieloletnie przetrzymywanie młodocianej Salander w szpitalu psychiatrycznym, członka tajnej Sekcji. Obrończyni podważa wiarygodność psychiatry, przedstawiając obszerne dowody spisku, opublikowane równolegle w Millennium przez jej brata.  W trakcie procesu członkowie Sekcji zostają zatrzymani pod zarzutem popełnienia przestępstw przeciwko bezpieczeństwu narodowemu. Policja aresztuje Teleboriana w sali sądowej za posiadanie dziecięcej pornografii, którą pomagający Salander hakerzy odkryli na jego laptopie. Sąd zwalnia Salander z aresztu, cofając ubezwłasnowolnienie ze skutkiem natychmiastowym.
Salander jedzie do odziedziczonej po zmarłym ojcu zrujnowanej cegielni i zostaje zaatakowana przez ukrywającego się tam (od czasu wypadków na farmie) przyrodniego brata Niedermanna. Udaje się jej uciec, unieruchamiając brata, po czym napuszcza na niego gang motocyklistów, a następnie wzywa anonimowo policję. Brat ginie, a jego napastnicy zostają aresztowani. Wieczorem Blomkvist pojawia się w drzwiach jej mieszkania i nie zostaje odrzucony.

### Kontynuacja Lagercrantza

#### Co nas nie zabije (2015)
W The Girl in the Spider's Web (2015), napisanej przez Davida Lagercrantza jako kontynuację serii, Salander zostaje zatrudniona przez naukowca Fransa Baldera, aby dowiedzieć się, kto włamał się do jego sieci i ukradł kwantową technologię komputerową. Odkrywa, że jego dane zostały skradzione przez organizację przestępczą o nazwie „Spider Society”. Kiedy Balder zostaje zamordowany, Salander z pomocą Blomkvista ratuje autystycznego syna Baldera Augusta przed zabójcami Spider Society. Jej wrogiem okazuje się rodzona siostra, bliźniaczka Camilla.

#### Mężczyzna, który gonił swój cień (2017)
Kontynuacja drugiej serii, Mężczyzna, który gonił swój cień (2017), napisaną przez Davida Lagercrantza została wydana w 2017 roku.

#### Ta, która musi umrzeć (2019)
Trzecia i ostatnia powieść Lagercrantza z serii, Ta, która musi umrzeć, została opublikowana w 2019 roku.

## Adaptacje

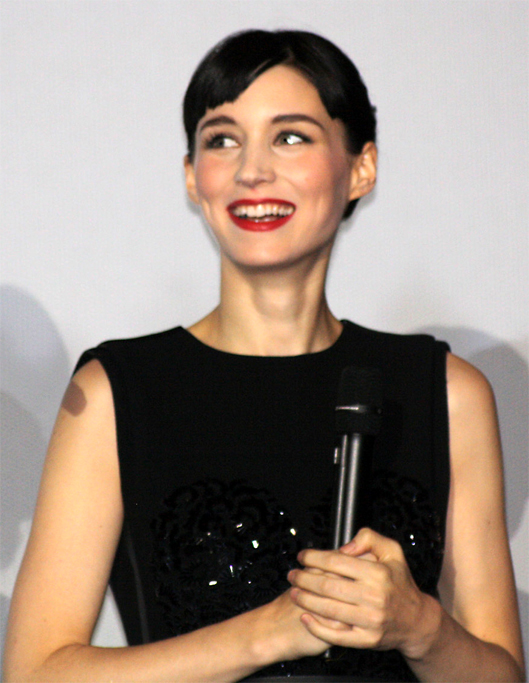
Rooney Mara wystąpiła jako Lisbeth Salander w amerykańskim remake'u z 2011 roku

### Szwedzka
W 2009 roku szwedzkie studio filmowo-telewizyjne Yellow Bird wyprodukowało trylogię kinową na podstawie trzech pierwszych powieści: 
- Millennium: Mężczyźni, którzy nienawidzą kobiet
- Millennium: Dziewczyna, która igrała z ogniem
- Millennium: Zamek z piasku, który runął

oraz w rozszerzonej wersji w 2010 roku sześcioodcinkowy miniserial telewizyjny. W filmach dorosłą Salander zagrała Noomi Rapace, a w retrospekcjach jako dziecko wystąpiła Tehilla Blad. Rola Rapace  była nominowana do nagrody BAFTA dla najlepszej aktorki oraz do Europejskiej Nagrody Filmowej dla najlepszej aktorki.

### Amerykańska
W amerykańskiej adaptacji pierwszej powieści z 2011 roku  rolę Salander odgrywała Rooney Mara, która otrzymała za nią nominację do Oscara dla najlepszej aktorki oraz do nagrody Złotych Globów dla najlepszej aktorki. Remake'i pozostałych części pierwszej trylogii nie powstały.

### Kontynuacja trylogii
W adaptacji filmowej pierwszej części kontynuacji z 2018 roku Dziewczyna w sieci pająka dorosła Salander jest przedstawiana przez Claire Foy, jako dziecko Beau Gadsdon.

### Teatralna
W grudniu 2010 roku w kopenhaskim teatrze Nørrebro wystawiono sztukę Mænd der hader kvinder autorstwa Vivian Nielsen opartą na fabule 1 części trylogii. Reżyserował Kim Bjarke. Rolę Lisbeth odtwarzała Signe Egholm Olsen. Przy powstawaniu dzieła współpracowała wieloletnia partnerka Larssona - Eva Gabrielsson. 

## Odbiór krytyczny
David Denby z The New Yorker stwierdził, że postać Lisbeth Salander w oczywisty sposób odpowiada za dużą część sukcesu powieści. USA Today określiła Salander w ten sposób:

Pierwsza prawdziwa protagonistka cyfrowej ery. Czterdziestokilogramowa czarna owca o kompetencjach społecznych dzikiego kota, komputerowym obeznaniu WikiLeakera i mściwej brutalności nordyckiej boginki

recenzentka The Washington Times  określiła ją jedną z najbardziej fascynujących postaci, które pojawiły się w kryminałach od lat; 

Jej alienacja i zdolność do gniewu i przemocy kontrastują z desperacką wrażliwością, którą ujawnia tylko nielicznym.

## Upamiętnienie
W 2015 roku w Skellefteå (rodzinnym mieście Larssona w północnej Szwecji) ulica na nowo powstałym osiedlu została nazwana Lisbeth Salanders gata .